# Mistrovství Evropy v basketbalu žen 1978
16. mistrovství Evropy v basketbalu žen proběhlo ve dnech 20. – 30. května 1978 v polských městech Zelená Hora, Poznaň, Toruň a Konin.
Turnaje se zúčastnilo 12 týmů, rozdělených do tří čtyřčlenných skupin, z nichž první dva postoupily do finálové skupiny, kde se hrálo o medaile systémem každý s každým. Počet účastníků finálové skupiny doplnilo na sedm předem nasazené domácí Polsko. Týmy, které v základních skupinách skončily na třetím a čtvrtém místě, hrály o 8. - 13. místo. Mistrem Evropy se stalo družstvo Sovětského svazu. Nejlepší střelkyní byla Lenke Kissová z Maďarska, která dosáhla v sedmi utkáních 159 bodů (průměr 22,7 na zápas).
Pro Švédky to byla historicky první účast na mistrovství Evropy.
Šampionát byl zároveň kvalifikací o dvě volná místa na Mistrovství světa v basketbalu žen 1979. Na olympiádě 1976 si postup zajistily SSSR a Bulharsko, k nimž se na tomto mistrovství přidaly druhá Jugoslávie a třetí Československo. Na MS, které se konalo v Jižní Koreji, však nakonec žádný z těchto týmů z politických důvodů neodcestoval. Zároveň si prvních deset týmů zajistilo přímou účast na Mistrovství Evropy v basketbalu žen 1980 v Jugoslávii.

## Výsledky a tabulky

### Skupina A
|    |          | URS    | FRA    | ROM   | GER    | V | P | Skóre   | B |
| 1. | SSSR     | ***    | 111:73 | 97:64 | 120:57 | 3 | 0 | 328:194 | 6 |
| 2. | Francie  | 73:111 | ***    | 74:73 | 58:54  | 2 | 1 | 205:238 | 5 |
| 3. | Rumunsko | 64:97  | 73:74  | ***   | 69:56  | 1 | 2 | 206:227 | 4 |
| 4. | Německo  | 57:120 | 54:58  | 56:69 | ***    | 0 | 3 | 167:247 | 3 |

 Rumunsko -  Německo 69:56 (35:31)
20. května 1978 (17:00)
 SSSR -  Francie 111:73 (49:39)
20. května 1978 (18:45)
 SSSR -  Německo 120:57 (63:20)
21. května 1978 (17:00)
 Francie -  Rumunsko 74:73 (41:40)
21. května 1978 (18:45)
 Francie -  Německo 58:54 (30:31)
22. května 1978 (16:00)
 SSSR -  Rumunsko 97:64 (61:32)
22. května 1978 (17:45)

### Skupina B
|    |           | HUN   | BUL   | ITA   | ESP   | V | P | Skóre   | B |
| 1. | Maďarsko  | ***   | 77:74 | 64:61 | 79:72 | 3 | 0 | 220:207 | 6 |
| 2. | Bulharsko | 74:77 | ***   | 89:55 | 90:61 | 2 | 1 | 253:193 | 5 |
| 3. | Itálie    | 61:64 | 55:89 | ***   | 66:61 | 1 | 2 | 182:214 | 4 |
| 4. | Španělsko | 72:79 | 61:90 | 61:66 | ***   | 0 | 3 | 194:235 | 3 |

 Itálie -  Španělsko 66:61 (29:30)
20. května 1978 (17:15)
 Maďarsko -  Bulharsko 77:74 (37:37)
20. května 1978 (19:00)
 Bulharsko -  Španělsko 90:61 (43:36)
21. května 1978 (16:00)
 Maďarsko -  Itálie 64:61 (30:28)
21. května 1978 (18:00)
 Maďarsko -  Španělsko 79:72 (38:33)
22. května 1978 (16:00)
 Bulharsko -  Itálie 89:55 (42:33)
22. května 1978 (18:00)

### Skupina C
|    |            | YUG   | TCH   | NED   | SWE   | V | P | Skóre   | B |
| 1. | Jugoslávie | ***   | 81:64 | 69:64 | 99:68 | 3 | 0 | 249:196 | 6 |
| 2. | ČSSR       | 64:81 | ***   | 62:45 | 83:53 | 2 | 1 | 209:179 | 5 |
| 3. | Nizozemsko | 64:69 | 45:62 | ***   | 75:65 | 1 | 2 | 184:196 | 4 |
| 4. | Švédsko    | 68:99 | 53:83 | 65:75 | ***   | 0 | 3 | 186:257 | 3 |

 ČSSR -  Nizozemsko 62:45 (37:32)
20. května 1978 (17:00)
 Jugoslávie -  Švédsko 99:68 (46:33)
20. května 1978 (18:45)
 ČSSR -  Švédsko 83:53 (52:18)
21. května 1978 (17:00)
 Jugoslávie -  Nizozemsko 69:64 (34:26)

21. května 1978 (18:45)
 Nizozemsko -  Švédsko 75:65 (42:36)
22. května 1978 (16:00)
 Jugoslávie -  ČSSR 81:64 (34:38)
22. května 1978 (17:45)

### Finále
|    |            | URS     | YUG    | TCH    | FRA     | POL    | HUN    | BUL    | V | P | Skóre   | B  |
| 1. | SSSR       | ***     | 116:78 | 92:70  | 111:73* | 79:57  | 119:72 | 89:63  | 6 | 0 | 606:413 | 12 |
| 2. | Jugoslávie | 78:116  | ***    | 81:64* | 81:69   | 44:66  | 86:79  | 90:87  | 4 | 2 | 460:481 | 10 |
| 3. | ČSSR       | 70:92   | 64:81* | ***    | 67:66   | 77:64  | 80:64  | 96:71  | 4 | 2 | 454:442 | 10 |
| 4. | Francie    | 73:111* | 69:81  | 66:67  | ***     | 73:70  | 78:72  | 77:63  | 3 | 3 | 436:464 | 9  |
| 5. | Polsko     | 57:79   | 66:44  | 64:77  | 70:73   | ***    | 70:64  | 76:102 | 2 | 4 | 403:439 | 8  |
| 6. | Maďarsko   | 72:119  | 79:86  | 68:80  | 72:78   | 64:70  | ***    | 77:74* | 1 | 5 | 432:507 | 7  |
| 7. | Bulharsko  | 63:89   | 87:90  | 71:96  | 63:77   | 102:76 | 74:77* | ***    | 1 | 5 | 460:505 | 7  |

- S hvězdičkou = zápasy započítané ze základní skupiny.

 ČSSR -  Maďarsko 80:68 (39:36)
24. května 1978 (16:00)
 Francie -  Polsko 73:70 (30:29)
24. května 1978 (17:45)
 SSSR -  Bulharsko 89:63 (46:33)
24. května 1978 (19:30)
 Francie -  Bulharsko 77:63 (33:34)
25. května 1978 (16:00)
 ČSSR -  Polsko 77:64 (33:35)
25. května 1978 (17:45)
 SSSR -  Jugoslávie 116:78 (67:34)
25. května 1978 (19:30)
 SSSR -  ČSSR 92:70 (48:30)
26. května 1978 (16:00)
 Bulharsko -  Polsko 102:76 (53:43)
26. května 1978 (17:45)
 Jugoslávie -  Maďarsko 86:79 (42:33)
26. května 1978 (19:30)
 SSSR -  Polsko 79:57 (39:26)
28. května 1978 (16:00)
 Francie -  Maďarsko 78:72 (35:41)
28. května 1978 (17:45)
 Jugoslávie -  Bulharsko 90:87 (43:47)
28. května 1978 (19:30)
 Jugoslávie -  Francie 81:69 (44:28)
29. května 1978 (16:00)
 Polsko -  Maďarsko 70:64 (31:30)
29. května 1978 (17:45)
 ČSSR -  Bulharsko 96:71 (52:41)
29. května 1978 (19:30)
 ČSSR -  Francie 67:66 (30:31)
30. května 1978 (16:00)
 SSSR -  Maďarsko 119:72 (60:48)
30. května 1978 (17:45)
 Polsko -  Jugoslávie 66:44 (35:22)
30. května 1978 (19:30)

### O 8. - 13. místo
|     |            | ROM    | ITA    | NED    | ESP    | GER    | SWE    | V | P | Skóre   | B  |
| 8.  | Rumunsko   | ***    | 72:69  | 71:69  | 64:63  | 69:56* | 82:58  | 5 | 0 | 358:315 | 10 |
| 9.  | Itálie     | 69:72  | ***    | 79:61  | 66:61* | 62:66  | 102:64 | 3 | 2 | 378:324 | 8  |
| 10. | Nizozemsko | 69:71  | 61:79  | ***    | 71:65  | 51:46  | 75:65* | 2 | 3 | 327:326 | 7  |
| 11. | Španělsko  | 63:64  | 61:66* | 65:71  | ***    | 71:64  | 87:62  | 2 | 3 | 347:327 | 6  |
| 12. | Německo    | 56:69* | 66:62  | 46:51  | 64:71  | ***    | 75:58  | 2 | 3 | 307:311 | 7  |
| 13. | Švédsko    | 58:82  | 64:102 | 65:75* | 62:87  | 58:75  | ***    | 0 | 5 | 307:421 | 5  |

- S hvězdičkou = zápasy započítané ze základní skupiny.

 Německo -  Švédsko 75:58 (35:33)
24. května 1978 (10:00)
 Rumunsko -  Španělsko 64:63 (37:34)
24. května 1978 (11:45)
 Rumunsko -  Švédsko 82:58 (82:58)
24. května 1978 (10:00)
 Itálie -  Nizozemsko 79:61 (41:42)
25. května 1978 (11:45)
 Německo -  Itálie 66:62 (27:32)
24. května 1978 (10:00)
 Nizozemsko - Španělsko 71:65 (45:33)
26. května 1978 (11:45)
 Rumunsko -  Nizozemsko 71:69 (38:36)
24. května 1978 (10:00)
 Itálie -  Švédsko 102:64 (55:23)
28. května 1978 (11:45)
 Španělsko -  Německo 71:64 (28:19)
24. května 1978 (10:00)
 Rumunsko -  Itálie 72:69 (37:32)
29. května 1978 (11:45)
 Nizozemsko -  Německo 51:46 (27:21)
24. května 1978 (10:00)
 Španělsko -  Švédsko 87:62 (35:34)
30. května 1978 (11:45)

## Soupisky
1.  SSSR
| - Angelė Rupšienė - Olga Sucharnovová - Neli Ferjabnikovová - Taťjana Ovečkinová | - Naděžda Olšovová - Uljana Semjonovová - Ljubov Šarmajová - Olga Jerofejevová | - Vida Beselienė - Alexandra Ovčinniková - Jelena Čausovová |

3.  ČSSR
| - Dana Klimešová - Alena Weiserová - Ivana Třešňáková - Vlasta Vrbková | - Jana Stibůrková - Alena Bardonová - Dana Hojsáková - Hana Brůhová | - Lenka Nechvátalová - Eva Piršelová - Dagmar Pošvářová - Irena Bartošová - Trenéři: Vladimír Heger, Lubomír Dobrý |

## Konečné pořadí
| Pořadí           | Tým        | Z | V | P | Skóre   | B  |
| ---------------- | ---------- | - | - | - | ------- | -- |
| Zlatá medaile    | SSSR       | 8 | 8 | 0 | 823:534 | 16 |
| Stříbrná medaile | Jugoslávie | 8 | 6 | 2 | 628:613 | 14 |
| Bronzová medaile | ČSSR       | 8 | 6 | 2 | 599:540 | 14 |
| 4.               | Francie    | 8 | 5 | 3 | 568:591 | 13 |
| 5.               | Polsko     | 6 | 2 | 4 | 403:439 | 8  |
| 6.               | Maďarsko   | 8 | 3 | 5 | 575:640 | 11 |
| 7.               | Bulharsko  | 8 | 3 | 5 | 639:621 | 11 |
| 8.               | Rumunsko   | 7 | 5 | 2 | 495:486 | 12 |
| 9.               | Itálie     | 7 | 3 | 4 | 494:477 | 10 |
| 10.              | Nizozemsko | 7 | 3 | 4 | 436:457 | 10 |
| 11.              | Španělsko  | 7 | 2 | 5 | 480:496 | 9  |
| 12.              | Německo    | 7 | 2 | 5 | 418:489 | 9  |
| 13.              | Švédsko    | 7 | 0 | 7 | 428:603 | 7  |